# ゴシックメタル
ゴシックメタル（Gothic Metal）とは、ヘヴィメタルのサブジャンルの一つ。

## 概要
ヘヴィメタルの激しさとゴシック・ロックの耽美性を併せ持つ。1990年代初頭のヨーロッパで、ドゥームメタルとデスメタルの融合ジャンルであるデス・ドゥームから発展して成立した。その音楽性の定義は曖昧で多岐に渡るが、歌詞についてはおおかたが感傷的で、ゴシック小説や個人的経験に着想を得た哀しげなものが多い。他のメタルジャンルよりも女性ファンが多い。

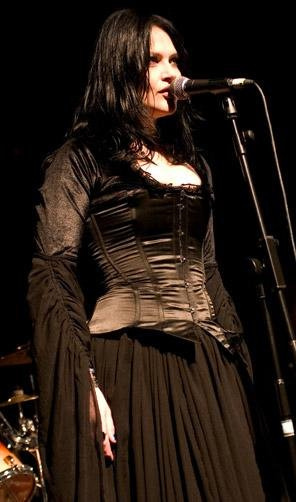
トリスタニアの元ヴォーカリストVibeke Stene。

### 語源
「ゴシック」とは、パラダイス・ロストの1991年のアルバム、『Gothic』に由来する。しかしながら、シーンの発達に伴い、パラダイス・ロストの「正統的な」音楽性とはかけ離れたバンドも多く存在するようになり、「何をゴシックメタルと呼ぶか」は定まっていない。クリスチャン・デスのRozz Williamsやシスターズ・オブ・マーシーのAndrew Eldritchのように、ゴシックというレッテルを否定するミュージシャンもいる。ゴシックメタルのジャンル内では、アフター・フォーエヴァーやH.I.M.、ナイトウィッシュのメンバーは、自らをゴシックメタルと呼称することを控えたり、否定している。ただし、パラダイス・ロストのメンバー自体は、「このような自らの音楽性とかけ離れたバンドがゴシックメタルと呼ばれることに何ら問題はない」とBURRN!誌のインタビューで答えている。

## 特徴

### 音楽性
ゴシックメタルの音楽性を形容して「深遠な」「抑鬱的な」「ロマンティックな」「情熱的な」などと様々な言葉が用いられるが、最も多いのは「暗い」だとされる。ゴシックメタルは「ヘヴィメタルにゴシック・ロックの暗黒性、耽美性が加わったもの」とも表現されてきた。レビューサイト「All Music」では「ゴシック・ロックの冷たくて荒涼とした雰囲気にヘヴィメタルの激しいギターが混ざり合っている。正統派のゴシックメタルは、神秘的なシンセサイザー音と陰鬱な構成に重きを置く、ゴシック・ロックからの影響が大きい」と述べられている
。ゴシックメタルはバンドによって、「ゆっくりとしたテンポ・破滅的な世界観」や「オーケストラ風で壮大」というように、特徴が異なるジャンルでもある。
Ava Inferi、ドラコニアン、 Artrosisのように、アナセマ、パラダイス・ロスト、マイ・ダイイング・ブライドなどの黎明期のバンド同様、ドゥームメタルのバックグラウンドを持つものもあれば、グレイヴワーム、Drastique、Samsas Traumのようにクレイドル・オブ・フィルス、Theatres des Vampires、ムーンスペルなどと同じくブラックメタルのアプローチを採るもの、シレニア（SIRENIA）やエピカのようにシンフォニックさを前面に押し出しているもの、 インダストリアルやオルタナティブ・ロックとの接近を図ったものなど様々である。しかし、多くのバンドに言えるのは、ギターのアルペジオ奏法、シンセサイザーによるオーケストレーション、ヴァイオリンやフルートなどのアコースティック楽器などによって美麗さを演出しているということである。

### ヴォーカル

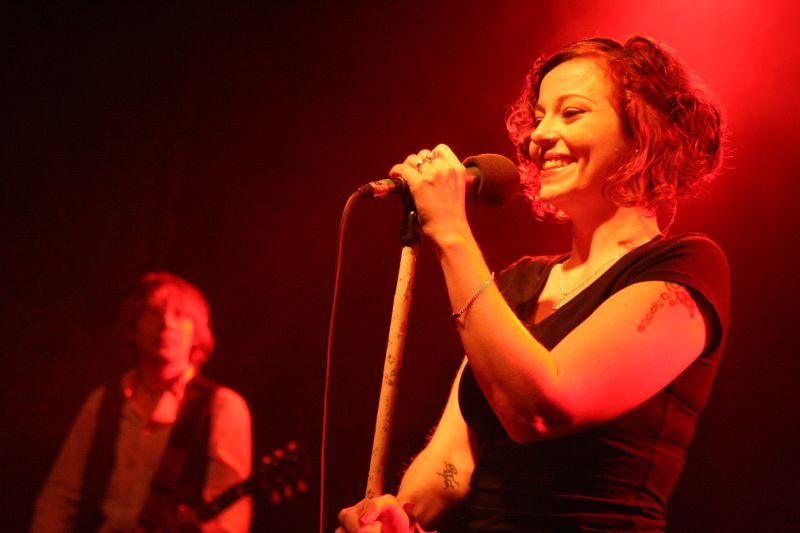
女性がリードヴォーカルを取ることも多い。写真はシーン最初期のヴォーカリストであるザ・ギャザリングのAnneke van Giersbergen。

ゴシックメタルシーンには様々なヴォーカルスタイルがあり、リードヴォーカリストに女性を置くのはゴシックメタルではよくあることである。Cadaveriaのようにグラウルを駆使するものもあれば、トリスタニアのVibeke Steneのようにオペラ風ソプラノを使うもの、LullacryのTanja Lainioのようにポップ的な歌唱法で歌うものなど様々である。一方、男性ヴォーカルではデスメタルのグラウルを用いるもの、透明感のあるカウンターテナーを用いるもの、ダニ・フィルスやMorten Velandのようなブラックメタル的な金切り声を用いるもの、Østen Bergøyのようなバリトンヴォーカル、ピーター・スティール のようなバスヴォーカルなどがある。ゴシックメタルは他のヘヴィメタルのサブジャンルと比べて女性ボーカルを起用している場合が多いが、「女性ボーカルのメタルバンドならゴシックメタル」と安易に考えるのは誤りといえる。Theatre of Tragedy、Leaves' EyesのLiv Kristineは、ゴシックという言葉は誤解されているとし、「女性ヴォーカルがいればゴシックバンドというわけではない」と指摘する。

### 歌詞
ゴシックメタルの歌詞は「荘厳」で「感傷的」なことで知られる。イギリス出身の草分け的なバンドではドゥームメタル由来の「背信と苦痛、自殺、生の無価値さ」といった哀しげで憂鬱な歌詞や、ゴシックロックに由来するメロドラマテッイックな歌詞が歌われた。マイ・ダイイング・ブライドの音楽は、「あらゆる種類の欺瞞や破戒を扱っている歌詞の魅力」によって「背信と苦悩に満ちたものに」なっているという。自殺や生の無意味さをテーマにした歌詞はアナセマなどに見受けられる。ブラックメタル系のバンドでは吸血鬼やゴシック・ホラーがテーマに置かれる。恋愛（主に失恋）などの個人的感情が綴られることも多い。

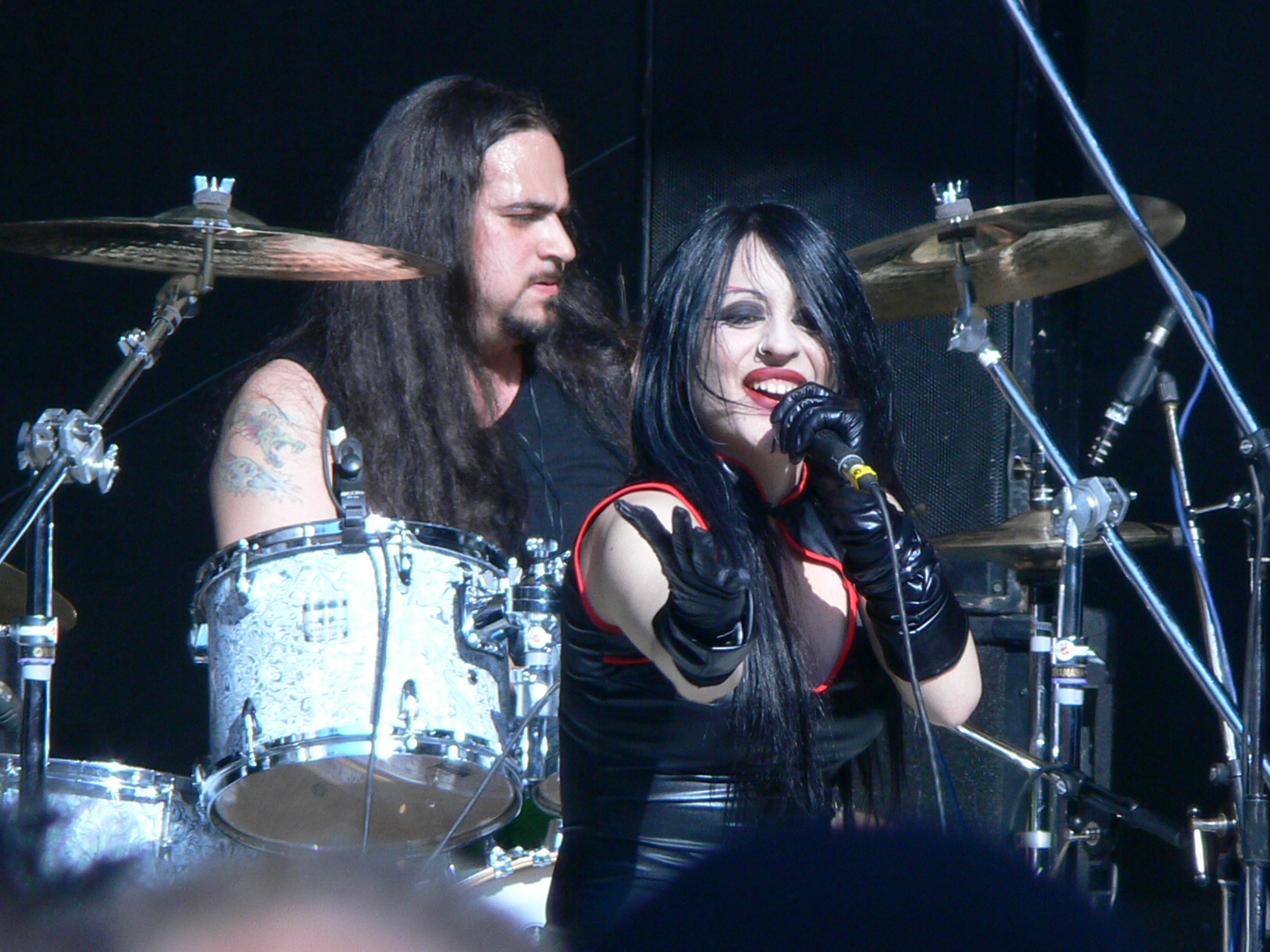
イタリアのゴシックブラックメタルバンドTheatres des Vampiresはヴァンパイア伝説に深い関心を示している。

ホラーとロマンスを融合させた文学のジャンルであるゴシック・フィクションは、 Cadaveria、 クレイドル・オブ・フィルス、ムーンスペル、Theatres des Vampires、Xandriaなど、多くのゴシック・メタルバンドの歌詞のインスピレーションの源となっている。
Allmusicの批評家Eduardo Rivadaviaは、このジャンルの必須要素としてドラマ性と悲惨な美を挙げている。例えば、マイ・ダイイング・ブライドでは、「死、悲劇、失恋、そしてロマンス」といった主題が、異なる角度から何度も扱われている。失恋は、Theatre of Tragedy、The Wounded、Leaves' Eyesなどのようなゴシックメタルバンドによっても扱われているテーマである。
もう一つゴシックメタルバンドの歌詞の特徴としてあげられるのは、個人的な経験に基づくものである。このような歌詞は、アナセマ、Elis、ティアマット、Midnattsol、The Old Dead Treeといったバンドに見受けられる。Gravewormは自分たちの音楽性により適していることを理由に、ファンタジーを題材にすることをやめ、個人的な経験を扱うようになった。ラクーナ・コイルの歌詞でも、「ファンタジーや非日常的な事柄」は取り上げられていない。これは、ヴォーカルのクリスティーナ・スカビアが、聴く人が共感できる歌詞の方が良いと考えているからである。Lullacryも、「愛、憎悪、情熱、苦悩」といったテーマを歌詞に採用しているが、これは「人間関係に関する」歌詞の方が、聴く人が「曲を自分たちに引き寄せて考えられるようにしやすい」からであるという。

## 歴史

### 先駆者

#### ヘヴィメタル
ヘヴィメタルは、ゴスシーンに属する人の多くによって、「ゴシックロックが体現する価値観とは真逆なもの。つまり、粗暴で、下品なマッチョ」とみられている。ゴシックロックの持つ「より柔らかく」、「より女性らしい」性格とは反対に、ヘヴィメタルというジャンルは、ふつう、攻撃性や男性らしさと関係がある。このような違いがあるにもかかわらず、「大胆にも、ブラック・サバスの1970年のデビュー・アルバムを音楽史上初の’ゴスロック'・レコードとして考える人も少数ながらいる」。Gavin Baddeleyは、『黒い安息日』のタイトルトラックは「横殴りの雨が降り、鐘の音が響き渡るなか執り行われるサタニズムの儀式の模様を描いている。一方、カヴァーアートは、墓地に佇む黒い衣服を身にまとった幽霊のような女を映し出しており、全体的にうっすらと黄土色をしたフィルターで撮られている」と書いている。その他の評論家は、ブラック・サバスを「ヘヴィなゴシックロックのプロトタイプとして絶対的な存在」と表現し、バンドの音楽を「ヘヴィメタル的なニュアンス」から切り離して考えれば、「後続への影響力や作品が備えるべき完成度といった点から鑑みても、サバスの初期の5枚のアルバムの中から最高級のゴス・アルバムを選ぶことさえできる」と考えている。

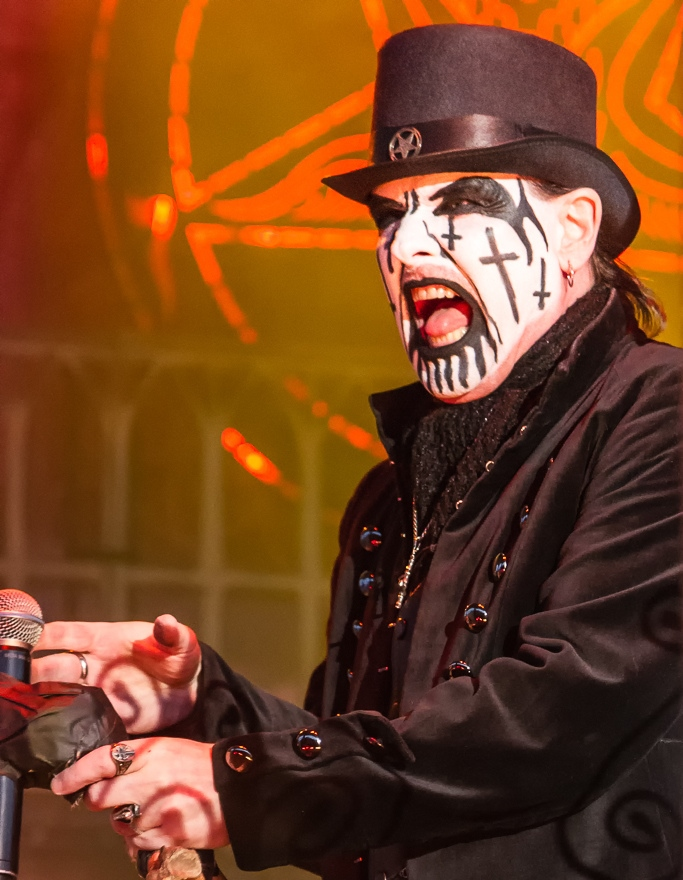
キング・ダイアモンドは、黒い衣装、黒い帽子、コープスペイントを使って、容姿をゴシック風に演出している。

「ポストパンクのサブジャンルとしてゴシック・ロックが登場する」以前は、レインボー、ディオ、ジューダス・プリーストらの「若干中世的で、短調のサウンド」も「ゴシック」と表現されてきた。ブルー・オイスター・カルトとアイアン・メイデンは、「(Don't Fear) The Reaper」や「Phantom of the Opera」などの曲で、ゴシックなテーマを扱っている。 ディープ・パープルの楽曲「Stormbringer」は「ゴス・メタルの至宝」ともいわれている。デンマークのメタルバンドマーシフル・フェイトは、「悪やオカルトへのゴシックな執着」を表現し続けていた。Merciful Fateのフロントマンであるキング・ダイアモンドは、ソロでのキャリアを確立した後に、ゴシック・ストーリーへの興味を追求し続けており、「ゴシック・ホラーを扱った一連のコンセプトアルバム」をリリースしている。1980年代には、ミスフィッツの元フロントマングレン・ダンジグも「ゴスとヘヴィメタルの境界線上を探求していた」。1988年にバンドSamhainが解散し、自身の名を冠したバンドDanzigを結成した彼は、ヘヴィメタルのリフと「ひどくロマンティックで、くよくよしたゴシック的な感性」の融合を試すようになる。
スイスのセルティック・フロストはゴシックメタルのもうひとつの先駆けで、バウハウスやスージー・アンド・ザ・バンシーズなどのゴシックロックからの影響を自分たちのアルバムへと昇華している。彼らが行った「暴力的なブラックメタルとクラシックの要素のラディカルな融合」は「アヴァンギャルド」と呼ばれ、「ヨーロッパのヘヴィメタルの進化に」大きなインパクトを与えた。セリオンのChristofer Johnssonは、1990年代の「ゴシックメタルとシンフォニックメタルのシーン」が発展する過程において重要な役割を果たしたとして、Celtic Frostの1987年のアルバム「Into the Pandemonium」を挙げている。また、セリオンもパラダイス・ロストも「セルティック・フロストがいなければ現在のようなサウンドにはなっていなかっただろう」とまで述べている。

#### ゴシック・ロック

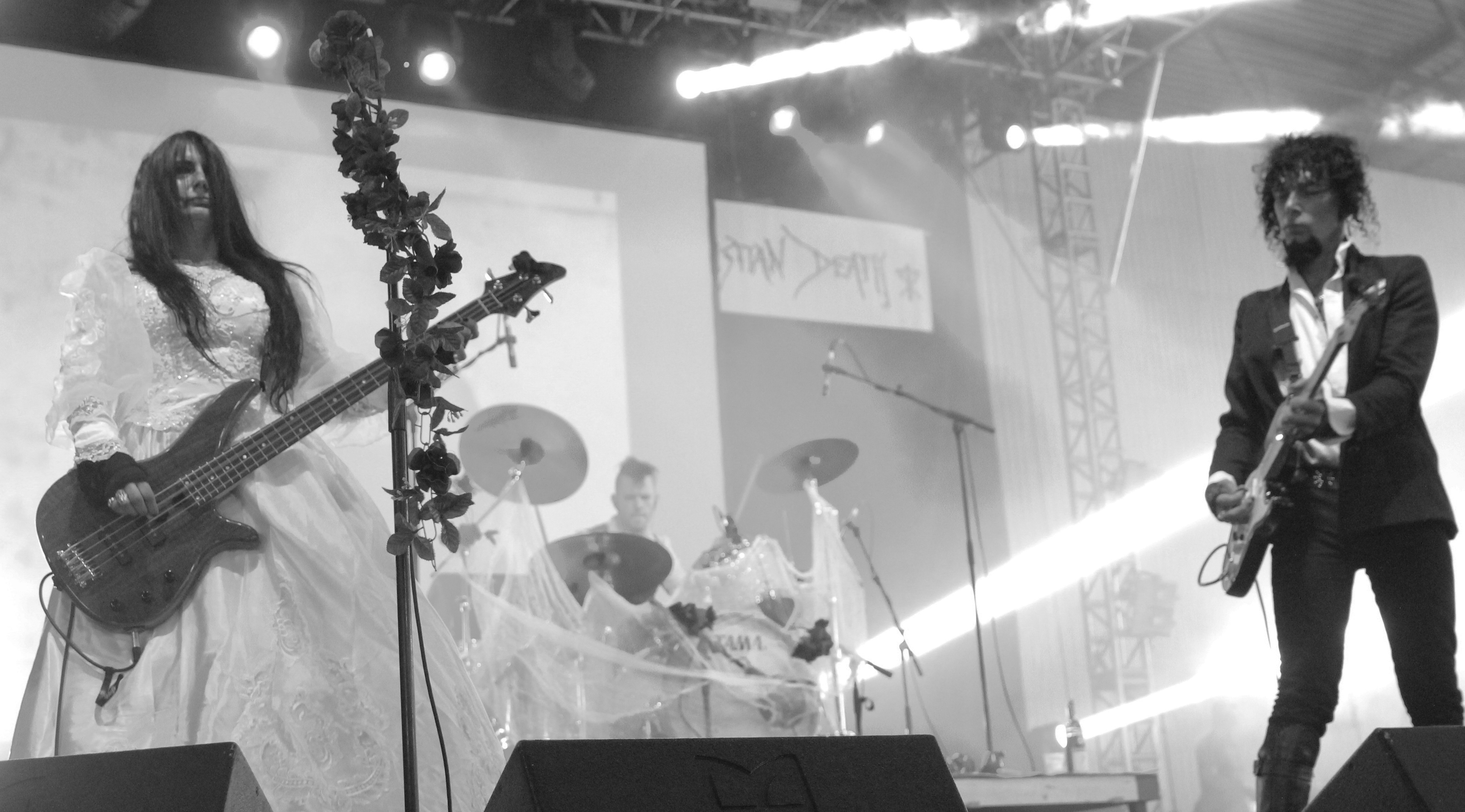
ドイツのライプツィヒにあるWave-Gotik-TreffenでライヴをするゴシックロックバンドChristian Death。2014年のこと。

ゴシック・ロックは1980年代にポストパンクの派生ジャンルとして現れたが、その10年の終わりごろには二つの方向性に分かれていった。一つは、ザ・キュアー、The Mission UK、スージー・アンド・ザ・バンシーズなどのように、「よりポップミュージックやオルタナティヴロックの要素を」取り入れたもの。もう一つは、シスターズ・オブ・マーシー、Fields of the Nephilim、 Christian Deathのように、「より重く、ヘヴィメタルに影響されたアプローチを取ることもある」ものである。シスターズ・オブ・マーシーは、1980年代のゴスシーンにおけるリーディング・バンドの一つであり、「ダンスビートを取り入れており、テンポが遅く、憂鬱で重々しい曲調のメタルとサイケデリアを融合させた音楽性」のバンドであった。彼らは、フルアルバムを3枚のみリリースしているが、1990年に発表されたラスト・アルバム『Vision Thing』は、ゴシックミュージックとヘヴィメタルの融合を試みた最初期の例だといえる。1991年に解散するまで、Fields of the Nephilimもスタジオ・アルバムを3枚しかリリースしていない。彼らはその後再結成を行ってさらなるアルバムをリリースし、21世紀初頭に「雨後の筍のごとく現れたゴシック要素を取り入れたメタルバンド」に影響を与えている。この影響は「キーボードの導入やファッションに見て取れる」という。
All Musicによれば、「ゴスメタルは80年代初頭から中旬にかけて現れ、クリスチャン・デスが率いたロサンゼルスの「デス・ロック」と呼ばれるシーンを主軸に展開した」という。「アメリカのゴスロックシーンの父」ともいわれるクリスチャン・デスは、1985年に創始者でリーダーのロズ・ウィリアムズがバンドを脱退すると大きな転換を迎える。ギタリストのヴァロール・カンドがウィリアムズの後を引き継ぎ、自身のリーダーシップの下、ヘヴィメタル寄りの音楽性を追求するようになったのである。特に、彼らの1988年のアルバム『Sex and Drugs and Jesus Christ』は、批評家のSteve Hueyによって「もはやメタルの領域に近いと言っても良いようなヘヴィ・ゴスロック」と評されている。

### 起源
ゴシックメタルの先駆者は、パラダイス・ロスト、マイ・ダイイング・ブライド、アナセマなどのイングランド北部出身のデス・ドゥームバンドである。
この３バンドはいずれもピースヴィル・レコードと契約していたため「Peaceville Three」と称され、シーンの中核を成した。パラダイス・ロストの音楽性は「メタリカの『ブラックアルバム』を、ゴシック・ロックバンドの大御所シスターズ・オブ・マーシーのファンが演奏しているようだ」と評された。彼らの3rdアルバムでは、女性ヴォーカルやピアノ、シンセサイザーのオーケストレーション、ティンパニなど、楽曲の美麗さを際立たせるものが採り入れられている。
その他の1990年代前半からのバンドには、アメリカのタイプ・オー・ネガティヴ 、スウェーデンのティアマット、オランダのザ・ギャザリングなどが挙げられる。ノルウェーのシアター・オヴ・トラジディーは女声ボーカルとデスヴォイスによる'Beauty & the Beast'（美醜の対比）の手法を開発した。1990年代半ばにはクレイドル・オブ・フィルスやムーンスペルがブラックメタルにゴシック的な要素を持ち込んだ。90年代末までには、ウィズイン・テンプテーションやナイトウィッシュなどによりオーケストレーションを強調したシンフォニック・メタルが開発された。
21世紀において、ゴシックメタルはヨーロッパのメタルシーンの主流になった。特にフィンランドでは音楽チャートの上位にランクインすることもしばしばである。アメリカではさほど人気はないが、 H.I.M.やラクーナ・コイル、自国出身のエヴァネッセンスなどは商業的成功を収めている。日本でも今一つ人気が無かったが、エヴァネッセンスのデビューアルバム『フォールン』が全世界で1500万枚を売り上げて以降、注目されるようになった。そのエヴァネッセンスの音楽性自体がゴシックメタルであるかどうかについては疑問の声もあり、彼らの音楽は、しばしばオルタナティブメタルと紹介されることも多い。